# Salce (Riello)
Salce es una pedanía del municipio de Riello en la Comarca de Omaña de la Provincia de León, comunidad autónoma de Castilla y León, en España.
A unos 55 km de la capital de la provincia (León) y a 385 km de Madrid, se encuentra a 1.219 m s. n. m. Tiene una población de 68 habitantes en 2008, en gran medida de avanzada edad. Las actividades principales son la agricultura y la ganadería a escala de subsistencia familiar.

## Historia

### sigloXIX
Así se describe a Salce en la página 684 del tomo XIII del Diccionario geográfico-estadístico-histórico de España y sus posesiones de Ultramar, obra impulsada por Pascual Madoz a mediados del siglo XIX:

SALCE

Lugar en la provincia de León (10 leguas), partido judicial de Murias de Paredes (3), diócesis de Oviedo (16), audiencia territorial y capitanía general de Valladolid (30), ayuntamiento de Riello.
Situado en terreno desigual y elevado; su clima es frío; sus enfermedades más comunes dolores de costado.
Tiene 43 casas, escuela de primeras letras dotada con 200 reales, a que asisten 20 niños; iglesia parroquial (San Andrés Apóstol) servida por un cura de primer ascenso y patronato laical; 3 ermitas (Santa Bárbara, la Encarnación y el Santo Cristo de Balcabado), y buenas aguas potables.
Confina con Abelgas, Babia de Abajo, Riolago, Arienza, Cornombre, Sosas del Cumbral y Curueña.
El terreno es de ínfima calidad y escabroso; por él corren las aguas del río de su mismo nombre, al que cruzan dos puentes de piedra.
Los caminos son locales; recibe la correspondencia de León.
Producciones: centeno, patatas y pastos para el ganado que cría, que es su principal riqueza. Industria: 4 molinos harineros.
Población: 43 vecinos, 200 almas.

Contribución: con el ayuntamiento.

## Turismo
Aunque en este pueblo, y tras 9 km finaliza la carretera que nace desde Pandorado, muchos son los turistas que, en vehículos "4x4" o bien a pie, realizan el cruce hacia la Comarca de Babia, concretamente atravesando el paraje denominado "Camplamoso", en plena Sierra de la Filera, situada a unos 3 km de Salce, hacia el Norte, hasta llegar, tras 8 km aproximadamente, a Abelgas de Luna (pedanía de Sena de Luna).

## El río
Hasta hace no muchos años, su río era uno de los más trucheros afluentes del Omaña, pero el furtivismo y otras causas, como los vertidos incontrolados de estiércol y otros desechos por parte de sus habitantes, han terminado por erradicar la trucha de sus aguas, así como alguna que otra nutria que se dejaba ver por el río en tiempos de abundancia truchera y de mejor calidad del agua.